# Parciális korreláció
A parciális korreláció egy olyan statisztikai módszer, amely során két kvantitatív, folytonos változó kapcsolatát egy harmadik, az előző kettővel valószínűleg kapcsolatban álló változó hatásának kontrollálásával, kiszűrésével vizsgáljuk. A parciális korreláció arra ad tehát választ, hogy milyen mértékű lenne X és Y változók között a kapcsolat, ha kiszűrnénk Z változó hatását az X és Y változóra. Az X változót tekintjük itt a független változónak, az Y-t pedig a függő változónak.

## A parciális korreláció alkalmazása
Parciális korrelációt abban az esetben számítunk, amikor feltételezzük, hogy a két változó között fennálló korreláció valamilyen harmadik, háttérváltozó hatására vezethető vissza, amely mindkettővel erősen korrelál. Például általában elmondható, hogy a gyermekek intelligenciája korrelál a magasságukkal. Ez azonban nem azt jelenti, hogy a magasabb gyerekek okosabbak, hanem feltételezzük, hogy van egy olyan háttérváltozó, amely mindkettő tényezővel összefügg. Ebben az esetben ez a háttérváltozó az életkor: az idősebb gyerekek magasabbak, és a mentális életkoruk (így a mért intelligenciájuk) is magasabb, mint a fiatalabbaké. Mivel a testmagasság és az intelligenciaszint is erősen korrelál az életkorral, ezért matematikailag nem meglepő, hogy közöttük is együttjárást figyelhető meg. Mindez azért lehetséges, mert a korreláció nem ok-okozatot mér, hanem együttjárást, vagyis azt, hogy két változó értékei mennyire változnak együtt, mennyire jósolható be az egyik változó értékeinek változásából a másik változó értékeinek változása.

## A parciális korreláció alkalmazásának feltételei
A parciális korreláció alkalmazásának feltétele, hogy a változók kvantitatívak, többdimenziós normális eloszlásúak és hasonló szórásúak legyenek. Ez azt jelenti, hogy Y változó bármely rögzített X=x érték mellett normális eloszlású, és ugyanez igaz X változóra is adott Y=y érték mellett, valamint Z változóra rögzített X=x vagy Y=y érték esetén. Tehát Y, X és Z együttes eloszlása normális. Erre azért van szükség, mert így biztosítható, hogy közöttük csak lineáris kapcsolat áll fenn, a korreláció ugyanis csak ezt a fajta kapcsolatot tudja vizsgálni. Ez azt is jelenti, hogy mindvégig figyelembe kell vennünk, hogy a parciális korreláció módszere csak arra alkalmas, hogy a háttérváltozó lineáris hatását kiszűrje. Más jellegű háttérhatások (például U alakú vagy exponenciális) még továbbra is fennállhatnak.

## A parciális korreláció kiszámítása
A parciális korreláció során a két változónkból (X és Y) kiszűrjük azt a részt, amely a háttérváltozónkkal (Z) összefügg (korrelál), majd a fennmaradó, tehát a háttérváltozótól független részeikre számítunk korrelációt. Így megtudjuk a kettő közötti „tiszta” együttjárást. (Mindemellett nem szabad elfelejteni, hogy a háttérváltozókat mi választjuk ki, így nem lehetetlen, hogy továbbra is van valamilyen további háttérváltozó, amivel nem számoltunk, és ami befolyásolja a két célváltozónk kapcsolatát.)
Ennek a számításnak a matematikai háttere az alábbiak szerint alakul.
Mindkét változónkat felbontjuk két részre: egy Z-től függő és egy maradék, Z-től független részre.
{\displaystyle X=X_{z}+X_{f}}
{\displaystyle Y=Y_{z}+Y_{f}}
Ahol Xz és Yz a két vizsgált változónk Z-vel összefüggő része, míg Xf és Yf a Z-től független részük. Xf és Yf tehát a két eredeti változónk azon részei, amelyek nincsenek lineáris kapcsolatban Z-vel.
Ezután kiszámoljuk ezeknek az Xf és Yf maradékoknak a korrelációját. Így megkapjuk X és Y Z-től független parciális korrelációs együtthatóját. Ez azonos azzal az értékkel, amelyet akkor kapnánk, ha a két változó kapcsolatát a Z háttérváltozó állandó szinten tartásával vizsgálnák.
Az egész parciális korrelációs képlet tehát így néz ki:
{\displaystyle r_{xy.z}={r_{xy}-r_{xz}r_{yz} \over {\sqrt {(1-r_{xz}^{2})(1-r_{yz}^{2})}}}}
Ahol {\displaystyle r_{xy.z}} X és Y Z-től független parciális korrelációs együtthatója, {\displaystyle r_{xy}} X és Y egyszerű korrelációs együtthatója, {\displaystyle r_{xz}} X és Z korrelációs együtthatója, vagyis X Z-vel összefüggő része, {\displaystyle r_{yz}} pedig Y Z-vel összefüggő része.
Ennek a parciális korrelációnak a szignifikanciáját, vagyis a változók függetlenségét állító nullhipotézistől (H0: {\displaystyle r_{xy.z}=0}) való eltérését az alábbi képlettel számíthatjuk ki:
{\displaystyle t=r_{xy.z}{\sqrt {n-3 \over 1-r_{xy.z}^{2}}}}
Ahol a t a t-statisztikát jelöli, amely n-3 szabadságfokú t-eloszlást követ. Amennyiben az általunk számolt t érték nagyobb, vagy egyenlő a t-eloszlás táblázatában az n-3 szabadságfokhoz és az általunk meghatározott szignifikancia értékhez (pl. 0,05 vagy 0,01) tartozó értékkel, akkor mondhatjuk, hogy a két változó közötti (parciális) korreláció szignifikáns, tehát elvethetjük azt a hipotézist, miszerint nincs közöttük kapcsolat. (Ugyanakkor nem szabad elfeledkeznünk az elsőfajú hiba lehetőségéről.)
A parciális korrelációs együttható értéke a korrelációhoz hasonlóan -1 és 1 közé esik, amely megmutatja az együtt járás irányát (pozitív vagy negatív), valamint annak erősségét. A 0 parciális korrelációs együttható jelzi azt, ha a két változónk között nincsen összefüggés. Ha az együttható abszolút értéke 0 és 1 közé esik, akkor feltételezhetjük, hogy van a két változó között sztochasztikus kapcsolat abban az esetben is, ha kiszűrjük Z hatását.
Miután kiszámítottuk a parciális korrelációs együtthatót, ezt összehasonlíthatjuk a korrelációs (kontrollálatlan) együtthatóval, s ezáltal megtudhatjuk, hogy az általunk kiszűrt változó mennyiben befolyásolta X és Y változók kapcsolatának erejét. A parciális korrelációs együtthatóról elmondható, hogy vagy egyenlő a korrelációs együtthatóval, vagy annál kisebb.
{\displaystyle r_{xy}\geq r_{xy.z}}
Amennyiben a parciális korrelációs együttható egyenlő a korrelációs együtthatóval, abban az esetben a kiszűrt változónknak nem volt lényeges hatása a két változó kapcsolatára.
Mindezekkel a képletekkel és számítási lépésekkel több lineáris háttérváltozót is kiszűrhetünk, csupán ezek esetében is ki kell számolnunk az X-re és Y-ra vonatkozó hatásukat. Így megnézhetjük akár azt is, hogy egy darab független változó, a többi, általunk mért további független változótól függetlenül, önmagában mennyiben befolyásolja a függő változónk alakulását.

### A parciális korreláció kiszámítása statisztikai programokban
A gyakorlatban segítségünkre vannak a statisztikai programok, amelyek megspórolják nekünk a számításokkal töltendő időt, és pár kattintással megtudhatjuk a minket érdeklő eredményeket. Különösen hasznos ez, ha nem csak 2 változónk és 1 háttérváltozónk van, hanem ennél sokkal több.

#### SPSS
Az SPSS programban a parciális korrelációt az Analyze - Correlate - Partial... menüpont alatt találhatjuk meg. A Partial Correlations ablakban a célváltozóinkat a Variables részbe kell tennünk, míg a háttérváltozónkat, amelynek a hatását ki akarjuk szűrni, a Controlling for részbe. Az Outputban egy táblázatot kapunk, amely megmutatja a két változó háttérváltozóra kontrollált korrelációját. Ha lefuttatunk egy korrelációelemzést is (Analyze → Correlate → Bivariate…), a két korrelációs együtthatót megvizsgálva láthatjuk, hogy a két változó kapcsolatát valóban befolyásolta-e a háttérváltozó, és milyen mértékben. A parciális korrelációt és a Pearson-féle korrelációt egyben tartalmazó táblázatot kapunk, ha a Partial Correlations ablakban az Options… menüpontban bejelöljük a Zero-order correlations pontot, amely megjeleníti a páronkénti korrelációs együtthatót nekünk a táblázatban. (Érdemes külön figyelni a szignifikanciaszintre, mivel a parciális korrelációs táblázatban nem jelöli őket külön csillaggal az SPSS, míg az egyszerű korrelációs táblázatban igen.)

#### RopStat
A RopStat programban a parciális korrelációt a Statisztikai elemzések - Változók kapcsolatának vizsgálata - Korrelációs és parciális korrelációs mátrix készítése menüpont alatt találhatjuk. Ezután a Változók kapcsolatának vizsgálata ablakban külön pakolhatjuk az X és Y változókat, a háttérváltozónk pedig a Kiparciálandó változók részbe kerül. Érdemes bejelölni a p-értékek kilistázása részt, hogy a szignifikanciát is mutassa a program. Az Outputban szintén megtalálhatjuk a két változó parciális együtthatóját, amelyet Excelbe átkonvertálva táblázatban is megtekinthetünk. Ugyanígy, ha elmentjük az Outputot a Teljes output file-ba, majd lefuttatunk egy egyszerű korrelációt, összehasonlíthatjuk az X és Y kontrollálatlan korrelációs együtthatóját a Z háttérváltozó hatására kontrollált parciális korrelációs együtthatójával.